# Winter Spring Summer or Fall
Winter Spring Summer of Fall is een Amerikaanse dramafilm uit 2024 geregisseerd door Tiffany Paulsen.

## Verhaal
Barnes en Remi, twee totaal verschillende tieners leren elkaar per toeval kennen. Ze brengen vier dagen samen door in 4 verschillende seizoenen en komen tot de ontdekking dat ze meer voor elkaar voelen dan verwacht.

## Rolverdeling
| Acteur              | Personage        | Opmerkingen         |
| ------------------- | ---------------- | ------------------- |
| Jenna Ortega        | Remi             |                     |
| Percy Hynes White   | Barnes           |                     |
| Adam Rodriguez      | Javier           |                     |
| Marisol Nichols     | Carmen           |                     |
| Elias Kacavas       | PJ               | Overbuurjongen Remi |
| Corynn Treadwell    | Ashley Middleton |                     |
| Ahaise              | Wade             |                     |
| Alexis Zollicoffer  | Sheryl           |                     |
| Bridget Oberlin     | Stevie           |                     |
| Evangeline Barrosse | Evangeline       |                     |
| Kylee Anderson      | Erica Morris     |                     |
| Terran Lowe         | Lucas            |                     |
| B Z Cullins         | Bouncer          |                     |
| Langi Tuifua        | Connor Frisk     |                     |
| Larkin Bell         | Saira            |                     |
| Garet Allen         | Dean             |                     |
| Joey Miyashima      | Kenji            |                     |
| Wendy Joseph        | Kate             |                     |
| Kate Rachesky       | Wendy            |                     |
| Mark Provencher     | Mr. Provencher   |                     |
| McKayla Reyes       | Gabby            |                     |
| Reece Raechelle     | Nurse            |                     |
| Jacqueline Emerson  | Robyn            |                     |
| Cameron Foremaster  | Guitarist        |                     |

## Release en ontvangst
Winter Spring Summer of Fall ging op 6 juni 2024 in première op het Tribeca Film Festival. De film werd niet zo goed ontvangen door de critici, hij scoort 36% op de tomatometer van Rotten Tomatoes. Bij het publiek doet de film het beter, hij scoort 76% op de popcornmeter van Rotten Tomatoes.